# 凱西·柯特
凱西·莫頓·柯特（英語：Casey Morton Cott，1992年8月8日—），是美國男演員，出生於俄亥俄州凱霍加郡。他在美國青少年懸疑驚悚電視劇《河谷鎮》中飾演男同志「凱文·凱勒」一角而聞名。

## 個人生活
凱西·柯特出生並成長於俄亥俄州凱霍加郡的懊惱瀑布村。他是前美國空軍飛官瑞克·柯特（Rick Cott）和妻子洛瑞·柯特（Lori Cott，婚前姓莫頓）的第二個孩子。柯特家的三個孩子都從事演藝相關行業，凱西的哥哥科瑞·柯特也是一名演員，兄弟倆都是卡內基·梅隆大學戲劇系的校友；凱西的妹妹卡莉·柯特·舒爾（Carly Cott Scheuer）是iHeartMedia的高層管理人員。此外，凱西的妹婿德魯·舒爾（Drew Scheuer）是一名職業鼓手，曾與謎幻樂團、凱莉·克萊森和泰勒絲等人一起巡迴演出。
柯特畢業於懊惱瀑布高中後便考上了波士頓大學。兩年後，他決定從事演藝事業，於是到哥哥就讀的卡內基·梅隆大學與他一起攻讀戲劇系，並在2016年畢業。
2020年12月19日，柯特宣布他與加拿大籍圈外女友妮可拉·巴薩拉（Nichola Basara）訂婚，並在隔年12月18日正式結為夫婦。2023年4月8日，柯特在Instagram宣布兩人即將迎來他們的第一個孩子。

## 職業生涯

### 2012年：演藝生涯開始
柯特首次登台演出是在俄亥俄州當地的劇院，出演的音樂劇包括《羅密歐與朱麗葉》和《血腥傑克遜》。在搬到匹茲堡就讀大學後，柯特開始積極參與學校舉辦的舞台劇表演。2016年8月，他在紐約州薩格港的劇院出演了由史蒂芬·施瓦茲編曲的《埃及王子》舞台劇首映場並飾演摩西。

### 2016年至今：《河谷鎮》
2016年，也是柯特在大學的最後一年，他出演了改編自阿奇漫畫的青少年懸疑驚悚電視劇《河谷鎮》後而出名。他飾演一名為自己的性取向而苦惱的男同志「凱文·凱勒」，而該角色之所以受到矚目是因為它是阿奇漫畫裡第一位公開出櫃的同性戀角色。2017年3月，柯特在臉書直播表示他最初有試鏡過由K·J·阿帕飾演的「亞契·安德魯斯」以及科爾·斯普羅斯飾演的「賈格赫德·瓊斯」，但最後他意識到自己其實更適合「凱文」這個角色。同年10月，柯特在第二季起升格為《河谷鎮》的主要演員。
2018年3月，柯特宣布他將在馬修·柏金斯（Matthew Perkins）執導的電影《吉祥物》（The Mascot）中飾演主角尼克（Nick），然而，該電影至今仍未發行。2018年4月，柯特將出演首部電影作品《我們扼殺的所有小事》（All the Little Things We Kill）。
2019年4月，柯特與克里斯汀·鮑勒、曼蒂·岡薩雷斯等人在約翰·甘迺迪表演藝術中心出演百老匯音樂劇《湯米》。

## 影視作品

### 電影
| 年份 | 中文片名               | 原文片名                      | 角色                       |
| ---- | ---------------------- | ----------------------------- | -------------------------- |
| 2019 | 《我們扼殺的所有小事》 | All the Little Things We Kill | 崔佛·歐森（Trevor Olsson） |
| 2021 | 《自討苦吃》           | Asking For It                 | 麥克（Mike）               |

### 電視劇
| 年份 | 中文片名             | 原文片名                          | 角色                        | 備註                              |
| ---- | -------------------- | --------------------------------- | --------------------------- | --------------------------------- |
| 2017 | 《法網遊龍：特案組》 | Law & Order: Special Victims Unit | 盧卡斯·海爾（Lucas Hale）   | 客串一集                          |
| 2017 | 《河谷鎮》           | Riverdale                         | 凱文·凱勒                   | 第一季常設； 第二至七季主演       |
| 2018 | 《》                 | Instinct                          | 迪諾·莫雷蒂（Dino Moretti） | 客串一集                          |
| 2020 | 《凱蒂·基恩》        | Katy Keene                        | 凱文·凱勒                   | 客串一集， 該劇為《河谷鎮》衍生劇 |

### 音樂錄影帶
| 年份 | 曲名       | 藝人                         | 備註   |
| ---- | ---------- | ---------------------------- | ------ |
| 2017 | 〈為什麼〉 | 莎賓娜·卡本特                | [ 24 ] |
| 2019 | 〈鞋子〉   | 米娜·托比亞斯（Mina Tobias） | [ 25 ] |

## 外部連結
- 凱西·柯特在互联网电影资料库（IMDb）上的資料（英文）
- 凱西·柯特的Instagram帳戶